# Zero Mostel
Samuel Joel Mostel, dit Zero Mostel, est un acteur américain, né le 28 février 1915 et mort le 8 septembre 1977.

## Biographie
Il fut placé sur la liste noire à l'époque du maccarthysme.

## Filmographie sélective
- 1943 : La Du Barry était une dame (Du Barry Was a Lady), de Roy Del Ruth
- 1950 : Panique dans la rue (Panic in the streets), d'Elia Kazan
- 1951 : La Femme à abattre (The Enforcer), de Bretaigne Windust et Raoul Walsh
- 1951 : The Guy Who Came Back, de Joseph M. Newman
- 1951 : Agence Cupidon (The Model and the Marriage Broker), de George Cukor
- 1951 : Monsieur Belvédère fait sa cure (Mr. Belvedere Rings the Bell) de Henry Koster
- 1951 : Sirocco de Curtis Bernhardt
- 1966 : Le Forum en folie (A Funny Thing Happened on the Way to the Forum), de Richard Lester
- 1968 : Les Producteurs (The Producers), de Mel Brooks
- 1968 : La Grande Catherine (Great Catherine), de Gordon Flemyng
- 1969 : Le Plus Grand des hold-up (The Great Bank Robbery), de Hy Averback
- 1971 : Un violon sur le toit (film) (Fiddler on the Roof), de  Norman Jewison et basée sur l’œuvre de Cholem Aleikhem
- 1972 : Les Quatre Malfrats (The Hot Rock), de Peter Yates
- 1973 : Marco de Seymour Robbie
- 1974 : Rhinocéros, de Tom O'Horgan
- 1975 : Le Voyage de la peur (Journey Into Fear), de Daniel Mann
- 1975 : Foreplay de John G. Avildsen, Bruce Malmuth, Robert McCarty et Ralph Rosenblum
- 1976 : Le Prête-nom (The Front), de Martin Ritt
- 1976 : Mastermind, d'Alex March
- 1978 : La Folle Escapade (Watership Down), de Martin Rosen (voix)
- 1979 : Best Boy (documentaire)

## Distinctions
- Lauréat de deux Tony Awards